# Cathy Freeman

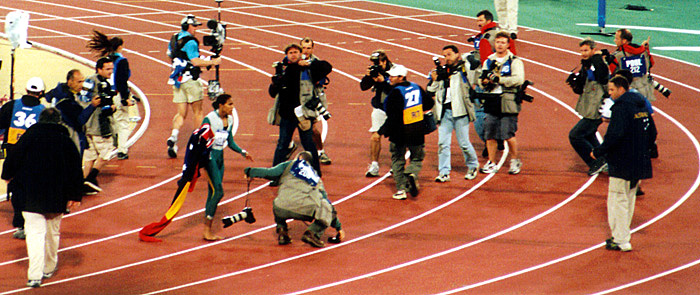
Freeman unmittelbar nach dem Finale über 400 Meter bei den Olympischen Spielen 2000 in Sydney

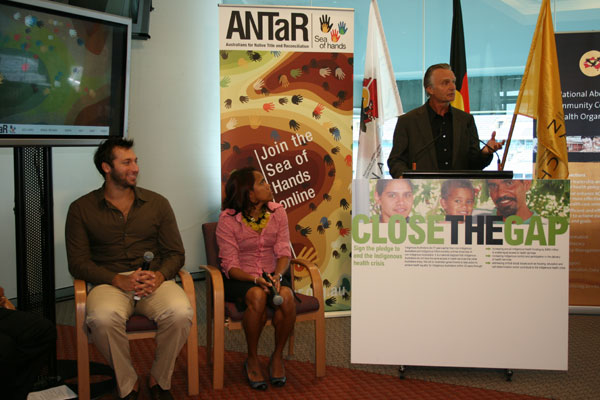
Cathy Freeman mit Ian Thorpe und Jeff McMullen auf einer Pressekonferenz im Jahr 2007

Catherine Astrid Salome Freeman OAM (* 16. Februar 1973 in Mackay, Queensland) ist eine ehemalige australische Leichtathletin. Sie lief in internationalen Wettbewerben Einzel- und Staffelrennen über 200 und 400 Meter. Sie gehört den Aborigines an. Zu ihren größten Erfolgen gehören die Olympischen Spiele 2000 in Sydney, wo sie das olympische Feuer entzündete und Olympiasiegerin wurde.
Als Botschafterin ihres Volkes, der Ureinwohner Australiens, machte sie die australische und die Weltöffentlichkeit auf dessen Situation aufmerksam. Häufig wurde von TV-Kameras ihr Tattoo auf der rechten Schulter großformatig gezeigt, welches aus den Worten COS I’M FREE (Weil ich frei bin) besteht. 1998 erhielt sie die Ehrung zum Australian of the Year.

## Sportliche Laufbahn
Ihr erstes Rennen gewann Cathy Freeman 1981 über 80 Meter. Freemans erster Trainer war ihr Stiefvater Bruce Wales. 1988 machte Freeman ihre erste Auslandsreise als Sportlerin in die Vereinigten Staaten, um an einem internationalen Athletentreffen teilzunehmen. Am 3. Februar 1990 gewann sie mit der australischen 4-mal-100-Meter-Staffel die Goldmedaille bei den Commonwealth Games in Auckland, Neuseeland.
Peter Fortune wurde 1991 Freemans Trainer und war es bis zum Karriereende. Gemeinsam nahmen sie an den Olympischen Spielen 1992 in Barcelona teil, bei denen Freeman das Halbfinale über 400 Meter verpasste. Mit der 4-mal-400-Meter-Staffel belegte sie den siebten Platz.
Im Vorfeld der Commonwealth Games 1994 in Victoria, lieferte sich Freeman mehrere Zweikämpfe mit Melinda Gainsford-Taylor, ebenfalls einer australischen Kurzstreckenläuferin der Weltklasse. Bei den Commonwealth Games gewann Freeman die Finalläufe über 400 und über 200 Meter. In der 4-mal-400-Meter-Staffel war die australische Staffel zwar als erste im Ziel, wurde aber wegen einer Rempelei zwischen Cathy Freeman und einer nigerianischen Läuferin disqualifiziert.
Ein sportlicher Tiefpunkt in Freemans Karriere war der vierte Platz bei den Weltmeisterschaften in Göteborg 1995, bei denen sie mit dem Ziel, das 400-Meter-Rennen zu gewinnen, antrat. Allerdings gewann sie mit der 4-mal-400-Meter-Staffel die Bronzemedaille.
Bei den Olympischen Spielen 1996 in Atlanta, USA, wurde Freeman hinter Marie-José Pérec aus Frankreich zweite über 400 Meter. Dies war die erste Medaille für eine Aborigine in einem olympischen Einzelwettbewerb. Über 200 Meter schied sie bereits im Halbfinale aus. Perec gewann auch diese Disziplin. In der nacholympischen Saison war Freeman die erfolgreichere der beiden Konkurrentinnen bei den großen europäischen Leichtathletik-Meetings.
Die größten sportlichen Momente in Freemans Läuferkarriere vor Sydney 2000 waren die Goldmedaillen über 400 Meter bei den Weltmeisterschaften 1997 in Athen und 1999 in Sevilla. Im Jahr 1998 zwischen beiden Wettbewerben war sie verletzt und musste auf eine Teilnahme an den Commonwealth Games 1998 in Kuala Lumpur, Malaysia, verzichten. Mit der 4-mal-400-Meter-Staffel belegte Freeman in Athen den fünften Platz.
Den – nach ihrer Aussage – größten Moment ihrer sportlichen Karriere erlebte Freeman bei den Olympischen Spielen 2000 in ihrem Heimatland Australien in Sydney, als sie die Goldmedaille über 400 Meter in einer Zeit von 49,11 s gewann. Über die 200-Meter-Strecke wurde sie Siebte und mit der australischen 4-mal-400-Meter-Staffel Fünfte. Als in den folgenden Jahren die Erfolge ausblieben, gab Cathy Freeman am 15. Juli 2003 ihren Rücktritt vom Leistungssport bekannt. Zu ihren Erfolgen schreibt Cathy Freeman in einem Artikel, der einen Tag nach Bekanntgabe ihres Rücktritts im Daily Telegraph erschien:

“I don't think anybody, certainly not myself, realised what a toll Sydney took on me. It was wonderful, marvellous, the pinnacle of my career. But it was also incredibly traumatic. More traumatic than I allowed myself to feel at the time and slowly but surely I have come to realise that I could not go through all that again.
And realistically, to win a gold medal in my own country, having lit the Olympic flame, there was never going to be a moment for an athlete finer than that.
And climaxing with that night in the Sydney Olympic Stadium when I won the 400 metres and then just sat there on the track, hardly daring to open the window in my mind that would let me experience all the feelings that were fighting to get in my head. I don't think I ever really did open the window fully.”

„Ich denke, dass niemand, insbesondere nicht ich selbst, gewahr wurde, was für ein Opfer ich für Sydney bringen musste. Es war wunderbar, fabelhaft, der Gipfel meiner Karriere. Aber es war auch so unglaublich traumatisch. Traumatischer als ich mir zu dieser Zeit zugestand, zu empfinden. Und langsam aber sicher wurde mir klar, dass ich das alles nicht noch einmal durchmachen konnte.
Und, realistisch gesehen, wird es nie wieder einen herrlicheren Moment für einen Athleten geben, als in meinem eigenen Land eine Goldmedaille zu gewinnen und das olympische Feuer entzündet zu haben.
Und alles gipfelte in der Nacht im Olympiastadion in Sydney, als ich die 400 Meter gewann und dann einfach auf der Laufbahn saß und es kaum wagte, das Fenster in meinem Geist zu öffnen, das mich all die Gefühle erfahren lassen sollte, die darum kämpften, in meinen Kopf gelassen zu werden. Ich denke nicht, dass ich das Fenster jemals wirklich ganz aufgemacht habe.“

## Leben
Cathy Freeman wurde als Tochter von Norman Freeman, einem talentierten Rugby-Spieler, und Cecilia Sibley geboren. Cecilia brachte ihren Sohn Gavin (* 1961) und ihre Tochter Anne-Marie (* 1966) in die Ehe mit. 1974 wurde Cathys Bruder Norman und 1976 ihr Bruder Garth geboren.
Der Vater Norman war krank, litt an Alkoholismus und verließ seine Familie 1978. Seit 1979 lebten Cecilia und ihre Kinder mit Bruce Barber zusammen; kurze Zeit später heiratete er Cecilia. Bruce wurde zum größten Förderer Cathys: Er sammelte Geld, um die Reisekosten zu bezahlen und brachte der Familie viel Liebe entgegen. Kurze Zeit nachdem Cathy Freeman von den Commonwealth Games 1990 zurückkehrte, starb ihre Schwester Anne-Marie. Daraufhin widmete sie all ihre zukünftigen Erfolge ihrer verstorbenen Schwester. 1992 starb ihr leiblicher Vater an einem Schlaganfall.
Cathy Freeman lebte von 1991 bis 1996 mit Nick Bideau zusammen, einem Journalisten aus Melbourne, der sie früh entdeckte und managte. Im Jahr 1999 heiratete sie Alexander (Sandy) Bodecker, einen Manager beim Sportartikelhersteller Nike, um den sie sich während einer Krebserkrankung im Jahr 2003 kümmerte. Seit 2003 lebten beide getrennt. 2009 heiratete sie den Melbourner Börsenhändler James Murch. Das Paar wurde im Juli 2011 Eltern einer Tochter.

## Politisches
Cathy Freeman fühlte sich immer als Aborigine und zeigte dies auch selbstbewusst in der Öffentlichkeit. Sie erfuhr am eigenen Leib die zahlreichen Probleme, mit denen die australischen Ureinwohner zu kämpfen haben. In ihrer frühen Läuferkarriere wurde sie aufgrund ihrer Hautfarbe diskriminiert. Auf der exklusiven Mädchenschule Fairholme College in Toowoomba, für die sie 1988 ein Stipendium bekam, war sie eines von drei schwarzen Mädchen unter 600 Schülerinnen. Als ihren persönlichen Helden nannte sie Nelson Mandela, der sich für die Rechte der Schwarzen in Südafrika einsetzte.
Zu ihrer Herkunft sagte Freeman gegenüber Medienvertretern nach ihrem Erfolg mit der 4-mal-400-Meter-Staffel bei den Commonwealth Games 1990: “Being Aboriginal means everything to me. I feel for my people all the time. A lot of my friends have the talent but lack the opportunity.” (deutsch: „Aboriginal zu sein bedeutet alles für mich. Ich fühle die ganze Zeit für mein Volk. Viele meiner Freunde haben Talent, aber es fehlt an Möglichkeiten.“)
Als Freeman die Ehrenrunde bei den Commonwealth Games 1994 mit der australischen Flagge und der Flagge der Aborigines lief und so einen kleinen Skandal auslöste, interessierten sich die Medien schlagartig für die Läuferin und Aborigine. Von einem Tag auf den anderen konnte Freeman eine breite Weltöffentlichkeit erreichen und sich in den Medien für die Aborigines einsetzen. Sie schwenkte auch bei den Weltmeisterschaften 1997 und den Olympischen Spielen 2000 beide Flaggen, obwohl dies die Regeln des Internationalen Olympischen Komitees nicht erlauben.